# Гай Фабій Піктор (консул 269 року до н. е.)
Гай Фабій Піктор (*Gaius Fabius Pictor, прибл. 302 до н. е. — після 269 до н. е.) — політичний та військовий діяч Римської республіки. Батько історика Квінта Фабія Піктора.

## Життєпис
Походив з патриціанського роду Фабіїв. Син відомого художника Гая Фабія Піктора. Про молоді роки мало відомостей. У 269 році до н. е. обирається консулом (разом з Квінтом Огульнієм Галлом). Під час своєї каденції разом із колегою придушив повстання самнитів на чолі із Лоллієм. За цим остаточно було підкорено Бруттій. Також завдано остаточно поразки мессапам. Про подальшу долю немає відомостей.